# Овсянников, Николай Иванович
Николай Иванович Овсянников (3 мая 1903 — 26 ноября 1996) — командир 45-миллиметрового орудия 448-го стрелкового полка 397-й стрелковой дивизии, участник Великой Отечественной войны, Герой Советского Союза.

## Биография
Родился 20 апреля 1903 года в селе Донгуз ныне Балтайского района Саратовской области.
Участник Великой Отечественной войны. Воевал на Брянском, Северо-Западном, Центральном, 3-м и 1-м Прибалтийских, 1-м Белорусском фронтах.
14 января 1945 года советские войска перешли в наступление в районе Варшавы. Подразделение Овсянникова принимало участие в данной операции. Орудие Николая Ивановича в ходе освобождения города уничтожило несколько пулемётов, огневых точек и более двух десятков немцев. На второй день наступления выстрелы его орудия обеспечили продвижение роты.
За мужество и героизм указом Президиума Верховного Совета СССР от 27 февраля 1945 года присвоено звание Героя Советского Союза с вручением ордена Ленина и медали «Золотая Звезда».
Умер 26 ноября 1996 года. Похоронен на сельском кладбище в селе Донгуз.